# La ripetizione
La ripetizione (in danese Gjentagelsen), titolo completo La ripetizione. Un esperimento psicologico, è un'opera filosofica del teologo danese Søren Kierkegaard, pubblicata con lo pseudonimo Constantin Constantius.
L'opera, attraverso una storia d'amore e alcuni riflessioni sulla vicenda biblica di Giobbe, espone il significato della ripetizione, interpretato da molti filosofi greci. «Un "libro bizzarro" come lo stesso Kierkegaard amava definirlo, che influenzerà in modo decisivo alcuni concetti fondamentali della filosofia successiva: dall'eterno ritorno di Nietzsche alla trascendenza di Heidegger fino alla psicoanalisi lacaniana»

## Riassunto dell'opera
La ripetizione fu composta da Kierkegaard in parte a Berlino e in parte a Copenaghen due anni dopo la rottura del suo fidanzamento con Regine Olsen. La prima parte dell'opera è formata da due resoconti autonomi, il resoconto dell'amore infelice e quello del soggiorno berlinese del filosofo e teologo danese, «entrambi un tentativo fallito di ripetizione» Un'altra parte del libro è rivolta al Mio tacito confidente dove viene analizzata anche la figura biblica di Giobbe e l'ultima al Mio caro lettore (Copenaghen, agosto 1843) con cui il filosofo conclude la sua opera congedandosi proprio dai suoi lettori. Il finale secondo i critici fu "rimaneggiato" dopo la notizia che Regine Olsen, la fidanzata da lui lasciata, si era fidanzata con il suo ex insegnante J. F. Schlegel, notizia di cui l'autore venne a conoscenza poco prima del termine della sua opera 
Questa opera kierkegaardiana non fu ben accolta «di 525 copie tirate a metà del 47 ne erano state vendute solo 272»
(Soren Kierkegaard - La ripetizione, 1843)
"[...] un bel momento ho pensato: «perché non vai a Berlino?  Ci sei già stato una volta, e lì potrai verificare possibilità e significato di una ripetizione»".
Con queste parole iniziali, Kierkegaard spiega anche il titolo della sua opera che riguarda il ripetere consapevolmente situazioni da lui già vissute. Ad avviso del filosofo la ripetizione «gioca un ruolo molto importante nella filosofia moderna, dacché ripetizione è un termine risolutivo per ciò che fu 'reminiscenza' presso i Greci. Come dunque costoro insegnarono che ogni conoscere è un ricordare, così la filosofia nuova insegnerà che la vita intera è una ripetizione.» Il filosofo che loda l'unico filosofo ad aver capito l'importanza della ripetizione, ovvero Leibniz, fa quindi una differenza fra ricordo e ripetizione. Mentre l'oggetto del ricordo viene ripetuto "all'indietro" e rende infelici, la ripetizione ricorda il suo oggetto "in avanti", e se tale ripetizione riesce, rende felici.
Il resoconto dell'amore infelice occupa circa venti pagine dell'opera kierkegaardiana e viene svolto in relazione all' affermazione più volte intercalante nel testo: «l'unico amore felice è quello del ricordo» che Constantin Constantius attribuisce a uno scrittore «che da quanto mi risulta, talvolta è un po' imbroglione» Il resoconto riguarda un giovane molto bello che trova nel nostro autore il proprio confidente. Ed è così che un giorno con concitazione gli confida di essere innamorato, di essersi dichiarato e trovato corrisposto. Il giovane confidente è leale e il suo amore puro, sano e incontaminato, il suo modo di comportarsi, secondo l'autore, dimostrava che «incandesceva d'amore» A un certo punto, un atteggiamento che lascia sgomento l'autore; nonostante fiero e sicuro, il giovane confidente proruppe in lacrime. Come era possibile che un innamorato potesse manifestare tanta malinconia? Era la prima volta per l'autore assistere ad un caso simile, com'era possibile che l'innamoramento potesse produrre quegli effetti? D'altronde «la gente insiste che un malinconico dovrebbe provare ad innamorarsi, così sparisce tutto» Chiaro che era innamorato «fin nell'intimo», perdutamente innamorato. L'autore che aveva promesso di stargli vicino in quei momenti malinconici lo portò, con la sua carrozza, fuori Copenaghen, tra i boschi e altri paesaggi, ma non ci fu nulla che riuscisse a staccarlo dalla sua profonda malinconia né il ragionare sulla vastità del mare, né sulla calma della foresta, la sua malinconia per l'innamorata era totale, ma avviso dell'autore questo era un atteggiamento preoccupante perché l'innamorato «[...] più che avvicinarsi all'amata, se ne partiva. Il suo errore era inguaribile, il suo errore era questo, di tenersi alla fine invece che all'inizio. Ma un errore simile è la rovina assicurata di un uomo.»
Per un paio di settimane l'innamorato andò a trovare l'autore solo saltuariamente. C'era qualcosa che non andava. «Cominciava ad intuire egli stesso l'equivoco, la fanciulla adorata gli dava già quasi disturbo. Eppure era l'amata, l'unica che avesse amato, l'unica che avrebbe mai saputo amare. D'altro canto però non l'amava, perché il suo era mero struggimento». Intanto nell'innamorato si stava risvegliando una vena poetica molto particolare, «la fanciulla non era la sua amata, era l'occasione che risvegliava il suo fondo poetico e faceva di lui un poeta». La situazione diventa sempre più grave fino al punto che l'autore consiglia l'innamorato di liberarsi della ragazza senza ferire il suo onore, comportarsi da canaglia. Il piano dell'autore è che si metta in giro la voce secondo cui l'innamorato ha un'altra donna, un'altra relazione. «Farete circolare la voce che avete una storia di amore nuova [...]» Il giovane innamorato approvò il piano e nel contempo «avrebbe lavorato anche per demolire, se possibile, la sua esistenza da poeta». L'autore aveva predisposto tutto dai falsi attori al convincimento del fidanzato, ma l'innamorato «tirò un bidone non lo vidi mai più. Non aveva avuto la forza di condurre a buon fine il piano [...] poiché difficilmente avrebbe sopportato gli orrori dell'avventura [...]» La conclusione di questo resoconto dell'amore infelice è, secondo Kierkegaard, questa: «Il mio giovane amico non capiva la ripetizione, non ci credeva e non la voleva con forza. Il guaio del suo destino è stato che amava realmente la ragazza, ma per amarla realmente sarebbe dovuto prima uscire dalla confusione poetica in cui era caduto»
(Soren Kierkegaard, La ripetizione, 1843)
Il resoconto del soggiorno berlinese di Kierkegaard, che il filosofo chiama «viaggio esplorativo [...] col fine di saggiare la possibilità e il significato della ripetizione» è il secondo argomento principale che occupa trenta pagine della sua opera. A insaputa di tutti, il filosofo si reca con un traghetto a Stralsund e prenota un posto nella Schnellpost per Berlino. Dopo un viaggio straziante di sballottamenti per trentasei ore nella vettura della posta rapida giunge a Berlino e si reca al suo vecchio domicilio «per appurare fino a quanto fosse possibile una ripetizione» Arrivato a destinazione, Kierkegaard constata che non è «possibile alcuna ripetizione», chi doveva ospitarlo si era ammogliato quindi, molto ironico, riporta: «Volevo fargli tanti auguri, ma non essendo io così padrone del tedesco da sapermi destreggiare in giri stretti, né avendo inoltre pronte le formule di rito, mi limitai a una pantomima. Portai la mano al cuore e lo fissai con su stampata in faccia sentita partecipazione. Mi strinse la mano. Dopo esserci vicendevolmente intesi in questo modo, passò a dimostrare la validità estetica del matrimonio. Ci riuscì straordinariamente bene, proprio come l'altra volta, che aveva dimostrato la perfezione del celibato. Quando parlo tedesco, sono il soggetto più remissivo al mondo » Accettò quindi un'unica stanza con il relativo ingresso. La prima sera al rientro appena accese le candele il filosofo si rese conto che quella non poteva certo essere "la ripetizione". Nelle pagine che seguono Kierkegaard parla dei teatri e delle opere date a Berlino, ma anche se vuol distrarsi, il suo alloggio gli procura un nervosismo e lo predispone male, non trova una vena ispiratrice che l'aiuti a scrivere: «Il mio alloggio m'era divenuto sgradevole proprio perché costituiva una ripetizione perversa; il mio intelletto era sterile, la mia fantasia turbata provava un gusto tantalico a evocare ricordi continui di come l'altra volta sgorgavano i pensieri [...]». In una Berlino polverosa a causa del forte vento, nulla era come il viaggio precedente: «L'unica cosa a ripetersi fu l'impossibilità di una ripetizione», la naturale conseguenza fu che decise di ritornare in patria: «[...] mi prese una tal rabbia, un tal disgusto per la ripetizione, che decisi di tornare in patria» La sua conclusione è ancora più ironica: «La mia scoperta non era significativa, e tuttavia curiosa: avevo scoperto che la ripetizione non esisteva affatto, e c'ero arrivato a forza di ripetizioni ». Ma le sorprese non erano finite, al suo ritorno a casa, si accorge che tutto è sottosopra ed in perfetto disordine, il suo "servo fedele" non aveva previsto il suo anticipato ritorno.

## Edizioni italiane
- La ripetizione. Saggio d'esperienza psicologica scritto da Costantino Constantius, trad. di Enrichetta Valenziani, Bocca, Milano 1945
- La ripresa. Tentativo di psicologia sperimentale di Constantin Constantius, trad. di Angela Zucconi, Edizioni di Comunità, Milano 1954 ISBN 88-245-0177-X
- La ripetizione. Un esperimento psicologico di Constantin Constantius, a cura di Dario Borso, Guerini e associati, Milano 1991 ISBN 88-7802-268-3
- La ripetizione, a cura di Dario Borso, Rizzoli, Milano 1996 ISBN 88-17-17095-X ISBN 978-88-17-17095-6 ISBN 978-88-17-05795-0
- La ripresa. Tentativo di psicologia sperimentale di Constantin Constantius, a cura di Angela Zucconi, SE, Milano 2013 ISBN 978-88-6723-030-3